# Női 4 × 100 méteres gyorsváltó a 2017-es úszó-világbajnokságon
A 2017-es úszó-világbajnokságon a női 4 × 100 méteres gyorsváltó versenyszámának döntőjét Budapesten rendezték, a Duna Arénában.

## Döntő
| #         | Név                                                                   | Ország           | Idő     |  |
| --------- | --------------------------------------------------------------------- | ---------------- | ------- |  |
| Aranyérem | Lia Neal Kelsi Worrell Olivia Smoliga Mallory Comerford               | Egyesült Államok | 3:33.35 |  |
| Ezüstérem | Maud van der Meer Femke Heemskerk Kim Busch Ranomi Kromowidjojo       | Hollandia        | 3:34.26 |  |
| Bronzérem | Emily Seebohm Madison Wilson Brittany Elmsie Shayna Jack              | Ausztrália       | 3:35.18 |  |
| 4.        | Sandrine Mainville Chantal van Landeghem Kayla Sánchez Penny Oleksiak | Kanada           | 3:33.88 |  |
| 5.        | Sarah Sjöström Michelle Coleman Ida Lindborg Louise Hansson           | Svédország       | 3:33.94 |  |
| 6.        | Csu Mengui Csang Csufei Vu Csue Ai Csanhan                            | Kína             | 3:36.49 |  |
| 7.        | Ikee Rikako Aoki Tomori Yamane Yui Igarashi Chihiro                   | Japán            | 3:38.24 |  |
| 8.        | Signe Bro Sarah Bro Emilie Beckmann Pernille Blume                    | Dánia            | 3:38.86 |  |